# Sadakichi Iinuma
 (décembre 2010).
Si vous disposez d'ouvrages ou d'articles de référence ou si vous connaissez des sites web de qualité traitant du thème abordé ici, merci de compléter l'article en donnant les références utiles à sa vérifiabilité et en les liant à la section « Notes et références ».
Sadakichi Iinuma (飯沼 貞吉, Iinuma Sadakichi), né le 22 avril 1854 à Aizu et mort le 12 février 1931 à Sendai, est un samouraï japonais du domaine d'Aizu, qui vécut jusqu'au XXe siècle. Il est l'unique survivant du célèbre groupe de jeunes soldats Byakkotai qui se sont suicidés au sommet de la colline Iimori pendant la bataille d'Aizu.
Après la guerre, il déménage à Sendaï et sert dans le gouvernement et l'armée impériale japonaise. C'est lui qui a expliqué les circonstances des suicides du Byakkotai.
Après sa mort, certains de ses restes sont enterrés sur la colline Iimori à côté de ses camarades.